# کمرکولی پیشانی‌مخملی
کمرکُلی پیشانی‌مخملی (نام علمی: Sitta frontalis) نام یک گونه از تیره کمرکولی است.